# Швейцария на летних Олимпийских играх 1960
Швейцария принимала участие в Летних Олимпийских играх 1960 года в Риме (Италия) в четырнадцатый раз, и завоевала три серебряные и три бронзовые медали. Сборная страны состояла из 149 спортсменов (147 мужчин, 2 женщины).

## Медалисты
| Медаль  | Спортсмен                                     | Вид спорта           | Дисциплина                                           |
| ------- | --------------------------------------------- | -------------------- | ---------------------------------------------------- |
| Серебро | Густав Фишер                                  | Конный спорт         | Выездка, личное первенство                           |
| Серебро | Антон Бюлер Ханс Шварценбах Рудольф Гюнтхардт | Конный спорт         | Троеборье, командное первенство                      |
| Серебро | Ханс Рудольф Шпильман                         | Стрельба             | Мужчины, произвольная винтовка с трёх позиций, 300 м |
| Бронза  | Антон Бюлер                                   | Конный спорт         | Троеборье, личное первенство                         |
| Бронза  | Эрнст Хюрлиман Рольф Лархер                   | Академическая гребля | Мужчины, двойки парные                               |
| Бронза  | Анри Коппоне Манфред Метцгер Пьер Жирар       | Парусный спорт       | Класс «5.5 mR»                                       |

## Результаты соревнований

### Академическая гребля
В следующий раунд из каждого заезда проходили несколько лучших экипажей (в зависимости от дисциплины). В финал A выходили 6 сильнейших экипажей.
Мужчины
| Соревнование | Спортсмены                       | Предварительный заезд | Предварительный заезд | Предварительный заезд | Отборочный заезд | Отборочный заезд | Отборочный заезд | Полуфинал     | Полуфинал     | Полуфинал     | Финал                 | Финал                 |
| Соревнование | Спортсмены                       | Заезд                 | Время                 | Место                 | Заезд            | Время            | Место            | Заезд         | Время         | Место         | Время                 | Место                 |
| ------------ | -------------------------------- | --------------------- | --------------------- | --------------------- | ---------------- | ---------------- | ---------------- | ------------- | ------------- | ------------- | --------------------- | --------------------- |
| одиночки     | Хуго Вазер                       | 2                     | 7:34,67               | 4                     | 1                | 7:42,00          | 2                | не проводился | не проводился | не проводился | завершил выступление  | завершил выступление  |
| двойки       | Вальтер Кнабенханс Хайнрих Шерер | 4                     | 7:14,52               | 2                     | 4                | 7:22,29          | 2 Q              | 2             | 7:42,24       | 5             | завершили выступление | завершили выступление |

### Парусный спорт
| Класс             | Спортсмены                  | Гонка | Гонка | Гонка | Гонка | Гонка | Гонка | Гонка | Очки | Место |
| Класс             | Спортсмены                  | 1     | 2     | 3     | 4     | 5     | 6     | 7     | Очки | Место |
| ----------------- | --------------------------- | ----- | ----- | ----- | ----- | ----- | ----- | ----- | ---- | ----- |
| Летучий голландец | Пьер Зигенталер Микел Буцци | 6     | 8     | 23    | 14    | 7     | 2     | 14    | 4443 | 9     |